# Districte de Pejë
El districte de Pejë (en albanès: Regjioni i Pejës, en serbi: Пећки округ/Pećki okrug) és un districte de Kosovo. La seva capital és Pejë. El cens de 2002 mostra que el 90% de la població del districte era d'ètnia albanesa, i es constatava la presència d'altres grups com els serbis, els gitanos, etc. El govern de Sèrbia considera que aquest districte encara existeix de iure, encara que el mateix govern va acceptar l'administració civil de Kosovo de les Nacions Unides l'any 1999, al final de la guerra de Kosovo.

## Municipis
Els municipis que formen el districte són:
- Pejë
- Burimi
- Klina